# Михайловский, Кирилл Григорьевич
Кирилл Григорьевич Михайловский (1760—1841) — вице-адмирал, сенатор, действительный тайный советник.

## Биография
1 мая 1771 года поступил в Морской кадетский корпус кадетом.
5 марта 1776 года произведён в гардемарины. Сделал переход из Архангельска в Кронштадт на фрегате «Святой Михаил». В 1777 годы был в кампании у Красной горки.
1 мая 1778 года произведён в мичманы, находился в плавании между Кронштадтом и Ревелем. В 1779 году на корабле «Вячеслав» плавал в Немецком море. В 1780 году был в плавании в Балтийском море.
1 января 1781 года произведён в лейтенанты. В 1781-1782 годах на корабле «Виктор» в эскадре контр-адмирала Сухотина плавал от Кронштадта до Ливорно и обратно. В 1783 году был в плавании в Финском заливе.
в 1784 году произведен в капитан-поручики при Морском кадетском корпусе. В 1786 году на фрегате «Брячислав» плавал с гардемаринами в Балтийском море и по фортам Финского залива.
1 января 1788 году произведён в капитан-лейтенанты. На корабле «Трёх Иерархов» в эскадре вице-адмирала Фондезина сделал переход из Кронштадта в Копенгаген. Оттуда ходил в крейсерство по Балтийскому морю и проливу Каттегат. В 1789 году на том же корабле в эскадре вице-адмирала Козлянинова возвратился из Копенгагена в Ревель.
В 1790 году на корабле «Трёх Иерархов» участвовал в Красногорском и Выборгском сражениях.
В 1793-1796 годах командуя фрегатом «Архангел Гавриил» ежегодно плавал в Финском заливе и Балтийском море.
В 1796 году командуя фрегатом «Симеон» плавал между Кронштадтом и Ревелем. 17 декабря 1796 года произведён в капитаны 2-го ранга. В 1797 году командирован в Архангельск.
В 1798-1800 годах командуя линейным кораблём «Победа» в эскадре вице-адмирала Тета перешёл из Архангельска к берегам Англии и крейсировал в Немецком море, потом отправился в Средиземное море, и оттуда перешёл в Севастополь. 28 января 1799 года  произведён в капитаны 1-го ранга.
В 1802 году возвратился берегом из Севастополя в Кронштадт, за 18 морских кампаний награждён орденом Святого Георгия 4-й степени. В 1802-1803 годах командовал кораблём «Селафаил» при петербургском порте. 9 января 1803 года произведён в капитан-командоры.
В 1805 году назначен управляющим Комиссариатской экспедицией при Адмиралтейств-коллегии. 27 декабря 1805 года произведён в контр-адмиралы и назначен руководить экспедицией поправления Кронштадтского порта. 12 июля 1807 года награждён орденом Святой Анны 1-й степени за постройку кронштадтских крепостей.
В 1817 году награждён орденом Святого Владимира 4-й степени за 35 лет беспорочной службы в офицерских чинах.
13 сентября 1821 года произведён в вице-адмиралы с исключением из флотских списков и оставлением в прежней должности.
3 марта 1825 года произведён в тайные советники и назначен присутствовать в Сенате. 16 апреля 1841 года произведён в действительные тайные советники.

## Награды
- Орден Святого Георгия 4-й степени за 18 морских кампаний (26 ноября 1802)[2]
- Орден Святой Анны 1-й степени (12 июля 1807)[3]
- Орден Святого Владимира 4-й степени (12 ноября 1817)[4]
- Знак отличия за LV беспорочной службы
- Знак отличия за LХ беспорочной службы
- Бронзовая медаль «В память Отечественной войны 1812 года»